# Supermoto delle Nazioni
Il Supermoto delle Nazioni, conosciuto anche con i nomi "Supermoto Des Nations", "Supermoto Of Nations"  o con l'acronimo "SMDN", è l'unico evento di squadra in uno sport individuale com'è il supermotard.
Il Supermoto delle Nazioni, così come i suoi corrispondenti Motocross delle Nazioni, Trial delle Nazioni, e ISDE è l'evento che in pratica chiude le stagioni dei campionati di supermotard, svolgendosi solitamente a ottobre.
All'evento partecipano 3 piloti per ogni nazione, il sabato si svolgono le qualifiche che determinano le 20 nazioni che hanno diritto a partecipare all'evento vero e proprio, ossia le 3 manche di domenica che determineranno poi la nazione vincitrice.

## Regolamenti
Ogni nazione partecipa con 3 piloti, divisi per categoria (S1, S2 e Open) che correranno 2 gare ciascuno.
Ciascuna manche vede la partecipazione di 2 cilindrate (categorie) contemporaneamente, quindi ogni categoria incontrerà entrambe le altre, con un totale di 3 gare.
- Gara 1 S1 + S2
- Gara 2 S2 + Open
- Gara 3 S1 + Open

Al termine delle 3 gare per ottenere la graduatoria totale vengono sommati 5 dei 6 risultati (3 piloti per 2 gare ciascuno) dei piloti di ciascun team nazionale, il 6° risultato, ossia quello peggiore, viene eliminato.
Il Supermoto delle Nazioni è nato nel 2003 con valore europeo, per diventare poi, nel 2006, mondiale. Fino ad oggi i titoli si sono divisi tra le nazionali Italiana, Francese e Tedesca.

## Albo d'oro
| Anno | Nazione vincitrice | Piloti                | Moto      | Classe | Nazione ospitante | Località     |
| ---- | ------------------ | --------------------- | --------- | ------ | ----------------- | ------------ |
| 2011 | Francia            | Thierry Van Den Bosch |           | Rider1 |                   |              |
| 2011 | Francia            | Thomas Chareyre       |           | Rider2 |                   |              |
| 2011 | Francia            | Adrien Chareyre       |           | Rider3 |                   |              |
| 2010 | Francia            | Thierry Van Den Bosch | Aprilia   | Rider1 | Francia           | Cahors       |
| 2010 | Francia            | Thomas Chareyre       | TM        | Rider2 | Francia           | Cahors       |
| 2010 | Francia            | Aurelien Grelier      | Honda     | Rider3 | Francia           | Cahors       |
| 2009 | Germania           | Julian Becher         | Kawasaki  | S1     | Bulgaria          | Pleven       |
| 2009 | Germania           | Nico Joannidis        | Husaberg  | S2     | Bulgaria          | Pleven       |
| 2009 | Germania           | Jan Deitenbach        | Suzuki    | Open   | Bulgaria          | Pleven       |
| 2008 | Italia             | Ivan Lazzarini        | Aprilia   | S1     | Bulgaria          | Pleven       |
| 2008 | Italia             | Davide Gozzini        | TM        | S2     | Bulgaria          | Pleven       |
| 2008 | Italia             | Attilio Pignotti      | KTM       | Open   | Bulgaria          | Pleven       |
| 2007 | Francia            | Thomas Chareyre       | Husqvarna | S1     | Italia            | Franciacorta |
| 2007 | Francia            | Adrien Chareyre       | Husqvarna | S2     | Italia            | Franciacorta |
| 2007 | Francia            | Thierry Van Den Bosch | Aprilia   | Open   | Italia            | Franciacorta |
| 2006 | Italia             | Ivan Lazzarini        | Husqvarna | S1     | Irlanda           | Belfast      |
| 2006 | Italia             | Massimo Beltrami      | Honda     | S2     | Irlanda           | Belfast      |
| 2006 | Italia             | Fabio Balducci        | TM        | Open   | Irlanda           | Belfast      |
| 2005 | Italia             | Ivan Lazzarini        | Husqvarna | S1     | Italia            | Varano       |
| 2005 | Italia             | Massimo Beltrami      | Honda     | S2     | Italia            | Varano       |
| 2005 | Italia             | Max Manzo             | Aprilia   | Open   | Italia            | Varano       |
| 2004 | Italia             | Ivan Lazzarini        | KTM       | S1     | Francia           | Alpe d'Huez  |
| 2004 | Italia             | Max Verderosa         | Honda     | S2     | Francia           | Alpe d'Huez  |
| 2004 | Italia             | Massimo Beltrami      | Husaberg  | Open   | Francia           | Alpe d'Huez  |
| 2003 | Francia            | Boris Chambon         | KTM       | S1     | Francia           | Alpe d'Huez  |
| 2003 | Francia            | Stéphane Blot         | Yamaha    | S2     | Francia           | Alpe d'Huez  |
| 2003 | Francia            | Alexandre Thiebault   | Honda     | Open   | Francia           | Alpe d'Huez  |
| Anno | Nazione vincitrice | Piloti                | Moto      | Classe | Nazione ospitante | Località     |